# Werner von Rheinbaben

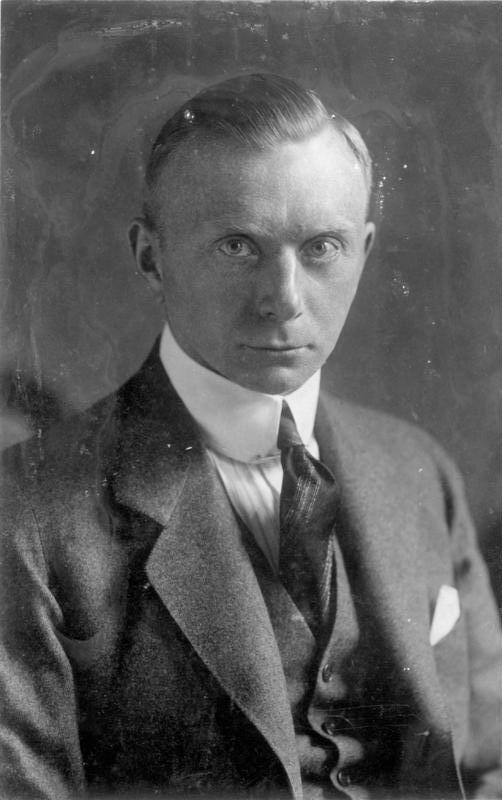
Werner von Rheinbaben

Werner Karl Ferdinand Freiherr von Rheinbaben (* 19. November 1878 in Schmiedeberg im Riesengebirge; † 14. Januar 1975 in Losone bei Ascona) war ein deutscher Politiker (DVP), Diplomat und Publizist.

## Leben und Arbeit

### Frühe Jahre (1878–1919)
Werner von Rheinbaben wurde 1878 als Sohn des preußischen Landesgerichtspräsidenten Hans von Rheinbaben (1849–1933) aus dem Adelsgeschlecht Rheinbaben und seiner Ehefrau Klara von Lingk (1857–1918) geboren. Nach dem Gymnasialbesuch in Breslau (Magdalenengymnasium, Wilhelmgymnasium), Lübeck (Katharineum) und Berlin (Friedrichsgymnasium) trat von Rheinbaben im April 1895 als Kadett in die Kaiserliche Marine ein. 1898 wurde er Seeoffizier und nahm in den folgenden Jahren unter anderem 1900/01 an der Expedition zur Niederschlagung des Boxeraufstandes in China teil und war von 1903 bis 1905 als Begleiter des Kaisersohns Adalbert wiederholt in der engeren Umgebung Wilhelms II. Von 1905 bis 1907 besuchte von Rheinbaben die Marineakademie und war dann von 1908 bis 1910 Adjutant des Staatssekretärs im Reichsmarineamt Admirals Alfred von Tirpitz (1849–1930). Auf besondere Empfehlung von Tirpitz wurde er 1911 für den Posten des Marineattachés an der deutschen Botschaft in Italien ausgewählt. Bereits am 23. November 1911 traf er in Rom ein und bereitete gemeinsam mit dem derzeit amtierenden Marineattaché Theodor Fuchs (1868–1942) die Übernahme der neuen Aufgaben vor. Deutscher Botschafter zu dieser Zeit war Gottlieb von Jagow (1863–1935) in London. Die Aufgabenstellung, die Rheinbaben hier erwartete, war außerordentlich schwierig, weil sie ihn in eine ausgesprochene Zwangssituation brachte. Auf der einen Seite war er angehalten die außerordentlich fragwürdigen Positionen der tirpitzschen Marineaufrüstungspolitik zu vertreten und andererseits die auf Mäßigung in den Beziehungen zu Großbritannien bedachte Linie des Reichskanzlers Theobald von Bethmann Hollweg (1856–1921) zu berücksichtigen. Am 1. April 1912 übernahm von Rheinbaben die Verantwortung des Marineattaché an der deutschen Botschaft in Rom. Am 25. April 1912 wurde er zum Korvettenkapitän befördert. Bereits nach einem knappen Jahr der Amtsausübung übergab er am 30. September 1913 die Aufgaben an seinen Nachfolger Alexander von Senarclens-Grancy (1880–1964). Noch im gleichen Jahr beendete er seine militärische Laufbahn mit dem Dienstgrad eines Korvettenkapitäns.
Im Herbst 1913 nach Deutschland zurückgekehrt trat Werner von Rheinbaben in den diplomatischen Dienst des Auswärtigen Amtes über. In den folgenden vier Jahren war er nacheinander an den Vertretungen in Paris, Brüssel, Oslo, Bukarest und Kristiania tätig. Unterbrochen wurde diese Tätigkeit lediglich durch die kurzzeitige (leihweise) erneute Beschäftigung im Reichsmarineamt. Das wichtigste diplomatische Ereignis, an dem er in dieser Zeit teilhatte, war die am 2. August 1914 erfolgende Übergabe eines deutschen Ultimatums an die belgische Regierung durch den deutschen Gesandten Claus von Below-Saleske (1866–1939). Den überreichten Dokumenten der Deutschen Regierung lag ein Schreiben des Chef des Großen Generalstabes Helmuth von Moltke (1848–1916) bei, in dem von den Belgiern verlangt wurde, die deutsche Armee ungehindert durch Belgien nach Frankreich marschieren zu lassen. Die Übergabe dieses Schriftstücks markiert den Auftakt der deutschen Invasion Belgiens Anfang August 1914 und damit den Beginn des Ersten Weltkrieges auf dem westlichen Kriegsschauplatz. Nach den oben erwähnten Auslandsverwendungen wurde von Rheinbaben 1917 ins Auswärtige Amt zurückgerufen, wo er für den Rest des Krieges als Pressesprecher fungierte.

### Politische Tätigkeit in der Weimarer Republik (1919–1933)

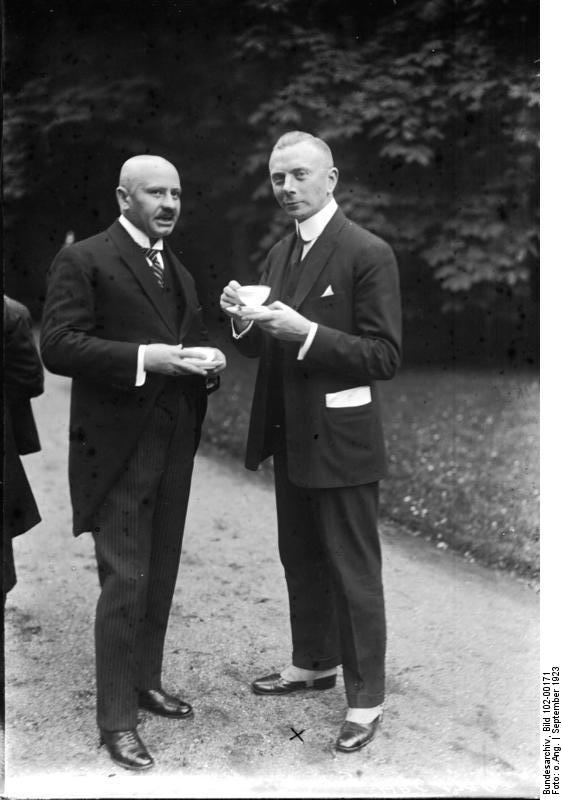
Werner von Rheinbaben (rechts) als Leiter der Reichskanzlei, zusammen mit Gustav Stresemann während eines Empfangs für Vertreter der Auslandspresse im Garten der Reichskanzlei

Im Juli 1919 schied Werner von Rheinbaben als Legationssekretär aus dem Reichsdienst aus und trat im Oktober desselben Jahres der von Gustav Stresemann gegründeten Deutschen Volkspartei (DVP) bei. Im selben Jahr heiratete er in Berlin Lisa Freiin von Paleske (1897–1985), eine Tochter des Rittmeisters Olof Freiherr von Paleske und seiner Ehefrau Viktoria von Laffert (1874–1946), der späteren Frau von Dirksen. Aus der Ehe gingen die beiden Söhne Georg Wilhelm (* 1920), Oberst im Generalstab der Bundeswehr, und Hans-Kaspar (1922–2004), Mitinhaber des Bankhauses J. H. Stein, hervor.
Am 21. Januar 1920 wurde er auch aus der Marine verabschiedet.
In den frühen 1920er Jahren wechselte von Rheinbaben in die Politik. Neben seiner Tätigkeit als Parlamentarier für die DVP – er saß von Juni 1920 bis September 1930 über vier Wahlperioden für den Wahlkreis Breslau im Reichstag – erreichte er dabei auch verschiedene höhere politische Ämter. So amtierte er von August bis Oktober 1923 als Staatssekretär als Chef der Reichskanzlei in der Regierung Stresemann (1923). Nach eigener Darstellung trat er zurück, da er Stresemann nicht für eine vorübergehende diktatorische Regierung gewinnen konnte, offenbar spielte jedoch auch Druck aus der Fraktion in diese Entscheidung mit hinein. In der Folge war von Rheinbaben Sprecher der DVP im Auswärtigen Ausschuss.
Nach dem Eintritt des Deutschen Reiches in den Völkerbund 1926, bis zu seinem Austritt einige Monate nach der nationalsozialistischen „Machtergreifung“ 1933 vertrat von Rheinbaben das Reich als Delegierter bei den Versammlungen des Völkerbunds in Genf. Nach dem Tod Stresemanns 1929 war er kurzzeitig für das Amt des Außenministers im Gespräch, das schließlich aber an Julius Curtius ging. In den Jahren 1932/1933 war Rheinbaben dann stellvertretender Leiter der deutschen Delegation auf der Genfer Abrüstungskonferenz. Seit den späten 1920er Jahren fungierte er – vor allem in den Jahren 1929 bis 1933 – als Berater und inoffizieller Emissär von Kurt von Schleicher (1882–1934), der in jenen kritischen Jahren als Leiter der politischen Abteilung im Reichswehrministerium (de facto Staatssekretär), Reichswehrminister und Reichskanzler maßgebliche Schlüsselpositionen innehatte und mit dem er auch privat eng befreundet war. Als Verbindungsmann von Schleichers unterhielt er insbesondere enge Beziehungen zum französischen Botschafter André François-Poncet (1887–1978) und unternahm regelmäßig Reisen nach Frankreich, um seine guten Kontakte in der Pariser Gesellschaft zugunsten einer Beschleunigung der Revision der Bestimmungen des Friedensvertrags von Versailles zu nutzen.
Nach seiner eigenen Darstellung 1954, habe er in den frühen 1930er Jahren als Freund Kurt von Schleichers versucht, die Machtansprüche des Nationalsozialismus abzuwehren. Als sichersten Weg, die Nationalsozialisten von der Macht fernzuhalten, habe er dem General von Schleicher empfohlen, einen „großen nationalen Erfolg“ auf außenpolitischem Gebiet zu erzielen. Denn ein solcher, so sein Kalkül, würde die Massenanhängerschaft der Hitler-Partei zerstreuen. Nach der „Machtergreifung“ der Nationalsozialisten im Januar 1933 wurde von Rheinbaben von vielen führenden Nationalsozialisten fast sofort als „Strese-Mann“, das heißt als Anhänger des bei den neuen Machthabern schlecht beleumundeten republikanischen Außenministers Stresemann abgestempelt. Hitler selbst erwog zwar anfangs seine Ernennung auf einen hohen Botschafterposten, nahm davon jedoch später wieder Abstand. Von Rheinbaben selbst gab in seinen Memoiren an, Hitler habe sich enttäuscht gezeigt, nachdem Rheinbaben im Frühjahr 1933 einen Vortrag in der Reichskanzlei gehalten und hierbei Hitler empfohlen habe, das Deutsche Reich im Völkerbund zu belassen. Hitler habe ihn fortan als einen „international verseuchten“ Diplomaten angesehen, so dass eine Verwendung in führender Stellung im neuen Staat nicht mehr in Frage gekommen sei.

### Zeit der Hitlerdiktatur und des Zweiten Weltkrieges
Im Frühjahr 1933 wurde Werner von Rheinbaben Leiter der deutschen Delegation bei der Abrüstungskonferenz in Genf, nachdem der ursprüngliche Delegationsführer Rudolf Nadolny von der Hitler-Regierung von diesem Posten abberufen wurde. Im Oktober 1933 hielt er dort die letzte Rede eines deutschen Diplomaten vor der Versammlung des Völkerbundes in Genf, in der er den von Hitler beschlossenen Austritt Deutschlands aus der Organisation mitteilte. Nach der Abwicklung der deutschen Geschäfte in Genf wurde er dann am 1. November 1933 gemäß § 6 des Gesetzes zur Wiederherstellung des Berufsbeamtentums vom 7. April, als Diplomat in den vorzeitigen Ruhestand versetzt. Anschließend arbeitete er in leitenden Positionen bei der Vereinigte Krankenversicherung AG (VKV) und der EOS-Lebensversicherung.
Am 10. Januar 1938 beantragte von Rheinbaben die Aufnahme in die NSDAP und wurde rückwirkend zum 1. Mai 1937 aufgenommen (Mitgliedsnummer 5.917.108). In den späteren 1930er Jahren und in den frühen Kriegsjahren unternahm er ausgedehnte Reisen im europäischen Ausland, bei denen er als „Privatdiplomat“ unter Ausnutzung seiner alten Kontakte zu hochgestellten Persönlichkeiten des Auslandes versuchte, friedensbewahrend einzuwirken. Darüber hinaus tat er sich vor und während des Krieges durch eine ausgedehnte Vortragstätigkeit in Skandinavien, Frankreich und Portugal hervor. Er veröffentlichte jedoch auch eine Reihe von propagandistischen Schriften, in denen er sich teilweise hinter die Außenpolitik des Hitler-Regimes stellte. So präsentierte er vermeintliche Beweise für eine englisch-französische Schuld am Kriegsausbruch und rechtfertigte den Zweiten Weltkrieg als „Großdeutschen Befreiungskrieg“. Die Jahre 1942/43 verbrachte von Rheinbaben als Mitarbeiter des Deutschen Roten Kreuzes im Zusammenhang mit Kriegsgefangenenangelegenheiten in Portugal.

### Nach dem Zweiten Weltkrieg
Nach der Niederlage des Hitlerregimes und der Beendigung des Zweiten Weltkrieges unterhielt Werner von Rheinbaben Beziehungen zu verschiedenen Persönlichkeiten des öffentlichen Lebens in der entstehenden Bonner Republik. Zeitnah legte er eine Reihe von Erinnerungsbüchern vor, in denen er sich mit den politisch-historischen Ereignissen der jüngeren Vergangenheit befasste und Überlegungen über Chancen und Fehler der Weltpolitik in der Zeit seit der Jahrhundertwende beschrieb. Dabei verteidigte er die Staatsform der Monarchie in besonderer Weise.
Seine 1954 – zunächst in Auszügen im Tagesspiegel, dann auch in Buchform – erschienenen Memoiren Viermal Deutschland, in denen Werner von Rheinbaben seine Erinnerungen an Kaiserreich, Weimarer Republik, Nazi-Deutschland und junge Bundesrepublik ausbreitet, sind das informationsreichste Werk aus dem Kreis seiner autobiografischen Schriften. Spätere Arbeiten wie Auf dem Monte Veritá und Kaiser, Kanzler, Präsidenten (1969) enthalten zu einem großen Teil Wiederholungen des bereits in Viermal Deutschland Gesagten. Zu seinen Ausführungen in seinem letzten Buch über Persönlichkeiten, mit denen er vor allem auf politischer Ebene zu tun hatte, urteilte der Verleger Munziger zusammenfassend, dass „die persönliche Verehrung (für Tirpitz) den Blick Werner von Rheinbabens auf die politische Wertung von Tirpitz ebenso wie des Reichspräsident von Hindenburg“ versperre. Insgesamt sei es ein Buch, „das der zeitgeschichtlichen Forschung nicht allzu viel Neues“ geboten habe.
Von der Bundesrepublik Deutschland wurde Rheinbaben mit der Verleihung des Großen Bundesverdienstkreuzes mit Stern geehrt.
Werner von Rheinbaben starb am 14. Januar 1975 im Alter von 96 Jahren in Losone im schweizerischen Tessin. In München wurde er beigesetzt. Sein Nachlass liegt seit 1976 im Bundesarchiv in Koblenz.

## Schriften
- Deutschland und der Völkerbund. Berlin 1926 (mit Beiträgen von Rheinbaben, Paul Löbe u. a.; Vorwort von Gustav Stresemann)
- Von Versailles zur Freiheit. Weg und Ziel der deutschen Außenpolitik. Hamburg 1927
- Die zweite Nachkriegsepoche. Vom Dawesplan zum Haager Abkommen. Berlin 1930
- Genfer Abrüstungskonferenz – und was nun? Der deutsche Kampf um Abrüstung und Gleichberechtigung. Berlin 1932
- Der englische Abrüstungsplan im deutschen Urteil. Berlin 1933
- Mitautor der Publikation „Ibero-America y Alemania: Obra colectiva sobre las relaciones amistosasm desarme e igualdad de derechos“, 1933
- Deutschland fordert Gleichberechtigung. Eine Sammlung von Aufsätzen und Rundfunkreden über die Fragen der Gleichberechtigung, Sicherheit und Abrüstung. Hrsg. Hans Weberstedt, Armanen-Verlag, Leipzig 1933. Mit Beitr. v. Rheinbaben, Wilhelm Ziegler u. v. a. m.
- Europa, Kräfte und Wirkungen. Um ein neues Europa. Berlin 1939
- Englands Krieg um ein neues Europa. Tatsachen und Probleme. 1939
- Unruhiges Europa. Eine politische Umschau. Tatsachen und Probleme. Bernhard-und-Graefe Verlag für Wehrwesen Frankfurt/Main 1939
- Die Entstehung des Krieges 1939. Berlin 1940. Reihe: Schriften für Politik und Auslandskunde. Band 49/50
- „Het ontstaan van den oorlog 1939“, Mitautor: Vuerhard-Berkhout, Den Haag, Stok Verlag 1940
- Der Grossdeutsche Befreiungskrieg. Vorgeschichte, Verlauf, Siegeszuversicht. Berlin 1942
- „Tyskland svarer verden“, Herolddens forl, 1941
- Kurzgefasste politische Geschichte des Krieges, 1939–42. Berlin 1942
- Viermal Deutschland. Aus dem Erleben eines Seemanns, Diplomaten, Politikers 1895–1954. Berlin 1954
- Auf dem Monte Verità. Erinnerungen und Gedanken über Menschen. Zürich 1954 (mit Eduard Freiherr von der Heydt)
- Verpasste Chancen im Kaiserreich. München 1962
- Erlebte Zeitgeschichte. Hannover 1964 (darin Neuabdruck von Erlebte Zeitgeschichte sowie eine neue Betrachtung der Geschichte der Weimarer Republik)
- Deutschland und England 1912 und 1925. In: Donald Cameron Watt (Hrsg.): Historische Voraussetzungen des gegenwärtigen britischen Deutschlandbildes. Bonn 1965 (Bundeszentrale für Politische Bildung)
- Kaiser, Kanzler, Präsidenten: „Wie ich sie erlebte“ 1895/1934. Mainz 1969 (Vorwort Franz Josef Strauß)